# Pilebladet dværgmispel
Pilebladet dværgmispel (Cotoneaster salicifolius) er en stedsegrøn eller vintergrøn busk. Hovedgrenene er oprette, mens sidegrenene er buet overhængende. Blomsterne dufter tungt og sødt, og de tiltrækker mange insekter.

## Beskrivelse
Barken er først lysegrøn og behåret, men senere bliver den rødbrun med spredte hår, og gamle grene får en gråbrun bark med hvide barkporer. Knopperne sidder spredt og næsten skjult i bladhjørnerne. De er flossede, tæt hårede og grålige. Bladene er elliptiske med hel rand. Oversiden er blank, mørkegrøn og furet af forsænkede bladribber, mens undersiden er lysegrøn og filthåret. De ældste blade bliver gule eller røde, før de falder af om efteråret. Blomstringen sker i juni-juli, hvor de hvide, regelmæssige blomster sidder samlet i halvskærme fra bladhjørnerne. Frugterne er røde bæræbler med blivende bægerblade ("blomst").
Rodnettet er kraftigt og både dybtgående og vidt udbredt. De fleste planter sælges dog podet på en grundstamme af Bulet Dværgmispel. 
Højde x bredde og årlig tilvækst: 4 x 4 m (35 x 35 cm/år). Målene kan anvendes ved udplantning.

## Hjemsted
Busken gror på bjergskråninger i Hubei-provinsen (Mellem-Kina). Her optræder den på mineralrig, leret bund sammen med bl.a. blå ene, elefantgræs, etagekornel, glasbær, Julianes berberis, kinapære, kinesisk ildtorn, Pernys kristtorn, ranunkelbusk, rynkeblad, skæbnetræ, smuk pieris og tempeltræ.

## Varianter og sorter
I Danmark forhandles mest varianten Cotoneaster salicifolius var. floccosus, der afviger fra hovedarten ved, at den er mere frugtbærende og mere tørketålende.
I udlandet findes følgende sorter i handlen:
- Cotoneaster salicifolius 'Herbstfeuer' (bunddækkende og frugtrig)
- Cotoneaster salicifolius 'Parkteppich' (dværgbusk med overhængende grene)
- Cotoneaster salicifolius 'Pendulus' (hængende)
- Cotoneaster salicifolius 'Repens' (nedliggende til krybende og bunddækkende)